# Eilversen
Eilversen ist ein Ortsteil der Stadt Marienmünster im Kreis Höxter, Nordrhein-Westfalen. In Eilversen leben heute 70 Einwohner. Damit ist Eilversen nach der Bevölkerungszahl der kleinste Ortsteil Marienmünsters. 
Mittelpunkt des Dorfes ist die 1854 erbaute und Johannes dem Täufer geweihte Kapelle. Die Grund- und Hauptschule befindet sich in Vörden. Kinder, die die Realschule oder das Gymnasium besuchen, finden entsprechende Lehranstalten in Brakel, Höxter oder Steinheim vor.

## Geschichte
Eilversen hieß im späten Mittelalter Eilverdessen und wird erstmals in den Corveyer Lehnsregistern des Abtes Erkenbert in Zusammenhang mit einigen dortigen Höfen genannt. Einige Jahre danach gehörte Eilversen zum Besitz der Abtei Marienmünster. Im 14. Jahrhundert veränderten sich die Besitzverhältnisse wiederum und nun gehörte das Dorf zum Samtamt Oldenburg, das sich die Edelherren zur Lippe und der Bischof von Paderborn teilten. Im 13. Jahrhundert lebte dort ein Adelsgeschlecht, das den Namen des Dorfes übernahm. Ritter Ludolf von Eilverdessen, Gemahlin Rixa und Sohn Johannes gehörte zum Gefolge der Grafen zu Schwalenberg und des Bischofs von Paderborn. Lehnsherren der Eilverser Mark waren über längere Zeit die Herren von Oeynhausen, bis Cord von Haxthausen 1505 das Lehen übernahm. Auch in Eilversen konnte die Reformation keinen Fuß fassen. Ab 1589 gehörte der Ort zur Pfarrei Altenbergen, die vom Kloster Marienmünster verwaltet wurde. Während des Zweiten Weltkriegs waren auch Eilverser als Soldaten im Krieg, aus dem alle zurückkehrten. Eilversen ist einer der wenigen Orte Deutschlands, die keine Verluste zu beklagen hatten.
Eilversen fiel als Teil des Samtamtes Oldenburg 1807 an das Königreich Westphalen und gehörte dort bis 1813 zum Kanton Vörden im Distrikt Höxter des Departements der Fulda. Nach der napoleonischen Niederlage kam Eilversen 1813 zu Preußen und 1816 zum neuen Kreis Höxter, in dem die Gemeinde zum Amt Vörden gehörte. Eilversen wurde durch das Gesetz zur Neugliederung des Kreises Höxter vom 2. Dezember 1969 zum 1. Januar 1970 mit den anderen zwölf Gemeinden des Amtes Vörden zur neuen Stadt Marienmünster zusammengeschlossen.

## Politik
Der Ortsvorsteher von Eilversen ist derzeit Reinhard Lammersen.